# فینال‌های ان‌بی‌ای ۱۹۹۲
فینال‌های ان‌بی‌ای ۱۹۹۲ دور پایانی فصل ۹۲–۱۹۹۱ مسابقات اتحادیهٔ ملی بسکتبال می‌باشد. شیکاگو بولز، قهرمان کنفرانس شرق در بازی‌های حذفی به مصاف پورتلند تریل بلیزرز، قهرمان کنفرانس غرب رفت و در پایان تیم شیکاگو با حساب چهار بر دو به برتری دست یافت و عنوان قهرمانی NBA را برای دومین بار پیاپی به دست آورد.
به نظر می‌آمد که این دو تیم در بیشتر فصل رو در روی یکدیگر قرار گرفته‌اند و همواره مقایسه‌هایی بین کلاید درکسلر و مایکل جردن در طول فصل انجام می‌شد. حتی یک ماه پیش از سری فینال، در جلدی که با آغاز بازی‌های حذفی چاپ شده بود، Sports Illustrated، از درکسلر به عنوان «رقیب شمارهٔ یک» جردن یاد کرد.
رسانه‌ها، به امید بازسازی یک رقابت از نوع مجیک جانسون–لری برد در قالب جردن–درکسلر، به صورت گسترده و متناوب این دو را در زمان پیش از فینال مقایسه کردند.
بولزی‌ها در شش بازی به پیروزی دست یافتند و پس از بوستون سلتیکس، لس آنجلس لیکرز و دیترویت پیستونز به چهارمین تیم ان‌بی‌ای تبدیل شدند که به قهرمانی‌های پیاپی دست می‌یابد. مایکل جردن برای دومین سال پیاپی به عنوان باارزش‌ترین بازیکن رقابت‌های نهایی معرفی شد در حالی که برای ششمین فصل متوالی عنوان بهترین امتیاز آور فصل را از آن خود کرد.

## پیش‌زمینه

### مسیر فینال
| #  | کنفرانس غرب           | کنفرانس غرب | کنفرانس غرب | کنفرانس غرب | کنفرانس غرب   |
| #  | تیم                   | برد         | باخت        | درصد برد    | بازی‌های پشت‌سر |
| -- | --------------------- | ----------- | ----------- | ----------- | ------------- |
| ۱  | c-پورتلند تریل بلیزرز | ۵۷          | ۲۵          | ۰٫۶۹۵       | –             |
| ۲  | y-یوتا جاز            | ۵۵          | ۲۷          | ۰٫۶۷۱       | ۲             |
| ۳  | x-گلدن استیت واریرز   | ۵۵          | ۲۷          | ۰٫۶۷۱       | ۲             |
| ۴  | x-فینیکس سانز         | ۵۳          | ۲۹          | ۰٫۶۴۶       | ۴             |
| ۵  | x-سن آنتونیو اسپرز    | ۴۷          | ۳۵          | ۰٫۵۷۳       | ۱۰            |
| ۶  | x-سیاتل سوپرسانیکس    | ۴۷          | ۳۵          | ۰٫۵۷۳       | ۱۰            |
| ۷  | x-لس آنجلس کلیپرز     | ۴۵          | ۳۷          | ۰٫۵۴۹       | ۱۲            |
| ۸  | x-لس آنجلس لیکرز      | ۴۳          | ۳۹          | ۰٫۵۲۴       | ۱۴            |
|    |                       |             |             |             |               |
| ۹  | هیوستون راکتس         | ۴۲          | ۴۰          | ۰٫۵۱۲       | ۱۵            |
| ۱۰ | ساکرامنتو کینگز       | ۲۹          | ۵۳          | ۰٫۳۵۴       | ۲۸            |
| ۱۱ | دنور ناگتس            | ۲۴          | ۵۸          | ۰٫۲۹۳       | ۳۳            |
| ۱۲ | دالاس ماوریکس         | ۲۲          | ۶۰          | ۰٫۲۶۸       | ۳۵            |
| ۱۳ | مینه‌سوتا تیمبرولوز    | ۱۵          | ۶۷          | ۰٫۱۸۳       | ۴۲            |

| #  | کنفرانس شرق           | کنفرانس شرق | کنفرانس شرق | کنفرانس شرق | کنفرانس شرق   |
| #  | تیم                   | برد         | باخت        | درصد برد    | بازی‌های پشت‌سر |
| -- | --------------------- | ----------- | ----------- | ----------- | ------------- |
| ۱  | z-شیکاگو بولز         | ۶۷          | ۱۵          | ۰٫۸۱۷       | –             |
| ۲  | y-بوستون سلتیکس       | ۵۱          | ۳۱          | ۰٫۶۲۲       | ۱۶            |
| ۳  | x-کلیولند کاوالیرز    | ۵۷          | ۲۵          | ۰٫۶۹۵       | ۱۰            |
| ۴  | x-نیویورک نیکس        | ۵۱          | ۳۱          | ۰٫۶۲۲       | ۱۶            |
| ۵  | x-دیترویت پیستونز     | ۴۸          | ۳۴          | ۰٫۵۸۵       | ۱۹            |
| ۶  | x-نیوجرسی نتس         | ۴۰          | ۴۲          | ۰٫۴۸۸       | ۲۷            |
| ۷  | x-ایندیانا پیسرز      | ۴۰          | ۴۲          | ۰٫۴۸۸       | ۲۷            |
| ۸  | x-میامی هیت           | ۳۸          | ۴۴          | ۰٫۴۶۳       | ۲۹            |
|    |                       |             |             |             |               |
| ۹  | آتلانتا هاوکس         | ۳۸          | ۴۴          | ۰٫۴۶۳       | ۲۹            |
| ۱۰ | فیلادلفیا سونتی‌سیکسرز | ۳۵          | ۴۷          | ۰٫۴۲۷       | ۳۲            |
| ۱۱ | میلواکی باکس          | ۳۱          | ۵۱          | ۰٫۳۷۸       | ۳۶            |
| ۱۱ | شارلوت هورنتس         | ۳۱          | ۵۱          | ۰٫۳۷۸       | ۳۶            |
| ۱۳ | واشینگتن بولتز        | ۲۵          | ۵۷          | ۰٫۳۰۵       | ۴۲            |
| ۱۴ | اورلندو مجیک          | ۲۱          | ۶۱          | ۰٫۲۵۶       | ۴۶            |

### سری‌های فصل عادی
شیکاگو بولز هر دو بازی سری فصل عادی را برد:
| ۲۹ نوامبر ۱۹۹۱ |

|  |

| شیکاگو بولز ۱۱۶, پورتلند تریل بلیزرز ۱۱۴ (وقت اضافه دوم) |

| ۱ مارس ۱۹۹۲ |

|  |

| پورتلند تریل بلیزرز ۹۱, شیکاگو بولز ۱۱۱ |

## خلاصه سری
| بازی   | تاریخ             | تیم مهمان           | نتیجه                   | تیم میزبان          |
| ------ | ----------------- | ------------------- | ----------------------- | ------------------- |
| بازی ۱ | چهارشنبه، ۳ ژوئن  | پورتلند تریل بلیزرز | ۸۹–۱۲۲ (۰–۱)            | شیکاگو بولز         |
| بازی ۲ | جمعه، ۵ ژوئن      | پورتلند تریل بلیزرز | ۱۱۵–۱۰۴ وقت اضافه (۱–۱) | شیکاگو بولز         |
| بازی ۳ | یکشنبه، ۷ ژوئن    | شیکاگو بولز         | ۹۴–۸۴ (۲–۱)             | پورتلند تریل بلیزرز |
| بازی ۴ | چهارشنبه، ۱۰ ژوئن | شیکاگو بولز         | ۸۸–۹۳ (۲–۲)             | پورتلند تریل بلیزرز |
| بازی ۵ | جمعه، ۱۲ ژوئن     | شیکاگو بولز         | ۱۱۹–۱۰۶ (۳–۲)           | پورتلند تریل بلیزرز |
| بازی ۶ | یکشنبه، ۱۴ ژوئن   | پورتلند تریل بلیزرز | ۹۳–۹۷ (۲–۴)             | شیکاگو بولز         |

### بازی ۱
| ۳ ژوئن 9:00et |

|  |

| پورتلند تریل بلیزرز ۸۹, شیکاگو بولز ۱۲۲                                             |  |                                                                               |
| امتیاز بر پایه وقت: ۳۰–۳۳, ۲۱–۳۳, ۱۷–۳۸, ۲۱–۱۸                                      |  |                                                                               |
| امتیاز: کلاید درکسلر، Robinson همگی ۱۶ ریباند: Jerome Kersey ۷ پاس : کلاید درکسلر ۷ |  | امتیاز: مایکل جردن ۳۹ ریباند: اسکاتی پیپن، Williams همگی ۹ پاس: مایکل جردن ۱۱ |
| شیکاگو پیشتاز سری، ۱–۰                                                              |  |                                                                               |

### بازی ۲
| ۵ ژوئن 9:00et |

|  |

| پورتلند تریل بلیزرز ۱۱۵, شیکاگو بولز ۱۰۴ (OT)                         |  |                                                                                    |
| امتیاز بر پایه وقت: ۳۱–۲۳, ۲۳–۲۲, ۱۶–۳۲, ۲۷–۲۰, وقت اضافه: ۱۸–۷       |  |                                                                                    |
| امتیاز: کلاید درکسلر ۲۶ ریباند: Buck Williams ۱۴ پاس : کلاید درکسلر ۸ |  | امتیاز: مایکل جردن ۳۹ ریباند: Horace Grant ۱۲ پاس: مایکل جردن، اسکاتی پیپن همگی ۱۰ |
| سری برابر، ۱–۱                                                        |  |                                                                                    |

### بازی ۳
| ۷ ژوئن 7:00et |

|  |

| شیکاگو بولز ۹۴, پورتلند تریل بلیزرز ۸۴                                      |  |                                                                      |
| امتیاز بر پایه وقت: ۳۴–۲۶, ۲۰–۱۹, ۱۶–۱۵, ۲۴–۲۴                              |  |                                                                      |
| امتیاز: مایکل جردن ۲۶ ریباند: Grant, اسکاتی پیپن همگی ۸ پاس : اسکاتی پیپن ۷ |  | امتیاز: کلاید درکسلر ۳۲ ریباند: Jerome Kersey ۱۲ پاس: Terry Porter ۴ |
| شیکاگو پیشتاز سری، ۲–۱                                                      |  |                                                                      |

### بازی ۴
| ۱۰ ژوئن 9:00et |

|  |

| شیکاگو بولز ۸۸, پورتلند تریل بلیزرز ۹۳                                             |  |                                                                                     |
| امتیاز بر پایه وقت: ۲۶–۱۸, ۲۲–۲۷, ۲۱–۲۱, ۱۹–۲۷                                     |  |                                                                                     |
| امتیاز: مایکل جردن ۳۲ ریباند: Horace Grant ۱۰ پاس : مایکل جردن، اسکاتی پیپن همگی ۶ |  | امتیاز: کلاید درکسلر، Kersey همگی ۲۱ ریباند: Kevin Duckworth ۱۱ پاس: کلاید درکسلر ۹ |
| سری برابر، ۲–۲                                                                     |  |                                                                                     |

### بازی ۵
| ۱۲ ژوئن 9:00et |

|  |

| شیکاگو بولز ۱۱۹, پورتلند تریل بلیزرز ۱۰۶                         |  |                                                                      |
| امتیاز بر پایه وقت: ۳۹–۲۶, ۲۷–۲۸, ۲۸–۲۴, ۲۵–۲۸                   |  |                                                                      |
| امتیاز: مایکل جردن ۴۶ ریباند: اسکاتی پیپن ۱۱ پاس : اسکاتی پیپن ۹ |  | امتیاز: کلاید درکسلر ۳۰ ریباند: Jerome Kersey ۱۲ پاس: Terry Porter ۸ |
| شیکاگو پیشتاز سری، ۳–۲                                           |  |                                                                      |

### بازی ۶
| ۱۴ ژوئن 7:30et |

|  |

| پورتلند تریل بلیزرز ۹۳, شیکاگو بولز ۹۷                                            |  |                                                                    |
| امتیاز بر پایه وقت: ۲۵–۱۹, ۲۵–۲۵, ۲۹–۲۰, ۱۴–۳۳                                    |  |                                                                    |
| امتیاز: کلاید درکسلر، Kersey همگی ۲۴ ریباند: Jerome Kersey ۹ پاس : Terry Porter ۸ |  | امتیاز: مایکل جردن ۳۳ ریباند: Scott Williams ۸ پاس: Horace Grant & |
| شیکاگو برندهٔ سری، ۴–۲                                                             |  |                                                                    |

## آمارهای بازیکنان
شیکاگو بولز
| بازیکن           | GP | GS | MPG  | FG%   | 3FG%  | FT%   | RPG | APG | SPG | BPG | PPG  |
| ---------------- | -- | -- | ---- | ----- | ----- | ----- | --- | --- | --- | --- | ---- |
| B. J. Armstrong  | ۶  | ۰  | ۱۷٫۸ | ۰٫۴۲۹ | ۰٫۲۵۰ | ۰٫۵۷۱ | ۰٫۸ | ۲٫۳ | ۰٫۳ | ۰٫۰ | ۵٫۸  |
| Bill Cartwright  | ۶  | ۶  | ۲۵٫۲ | ۰٫۵۰۰ | ۰٫۰۰۰ | ۰٫۵۰۰ | ۴٫۰ | ۱٫۵ | ۰٫۵ | ۰٫۲ | ۶٫۳  |
| Horace Grant     | ۶  | ۶  | ۳۷٫۸ | ۰٫۵۶۱ | ۰٫۰۰۰ | ۰٫۵۲۹ | ۷٫۸ | ۴٫۰ | ۰٫۸ | ۲٫۳ | ۹٫۲  |
| Bob Hansen       | ۵  | ۰  | ۸٫۰  | ۰٫۶۰۰ | ۰٫۷۵۰ | ۰٫۵۰۰ | ۰٫۴ | ۰٫۶ | ۰٫۲ | ۰٫۰ | ۳٫۲  |
| Craig Hodges     | ۲  | ۰  | ۳٫۰  | ۱٫۰۰۰ | ۰٫۰۰۰ | ۰٫۰۰۰ | ۰٫۰ | ۰٫۰ | ۰٫۵ | ۰٫۰ | ۱٫۰  |
| Michael Jordan   | ۶  | ۶  | ۴۲٫۳ | ۰٫۵۲۶ | ۰٫۴۲۹ | ۰٫۸۹۱ | ۴٫۸ | ۶٫۵ | ۱٫۷ | ۰٫۳ | ۳۵٫۸ |
| Stacey King      | ۴  | ۰  | ۱۲٫۰ | ۰٫۳۳۳ | ۰٫۰۰۰ | ۰٫۶۶۷ | ۲٫۵ | ۰٫۰ | ۰٫۳ | ۰٫۳ | ۴٫۵  |
| Cliff Levingston | ۶  | ۰  | ۱۰٫۸ | ۰٫۴۵۰ | ۰٫۰۰۰ | ۰٫۵۰۰ | ۲٫۲ | ۰٫۷ | ۰٫۲ | ۰٫۲ | ۳٫۸  |
| John Paxson      | ۶  | ۶  | ۳۰٫۸ | ۰٫۵۲۰ | ۰٫۳۸۹ | ۰٫۷۵۰ | ۰٫۸ | ۲٫۷ | ۱٫۳ | ۰٫۰ | ۱۰٫۳ |
| Will Perdue      | ۳  | ۰  | ۳٫۳  | ۰٫۳۳۳ | ۰٫۰۰۰ | ۰٫۰۰۰ | ۱٫۰ | ۰٫۰ | ۰٫۰ | ۰٫۰ | ۰٫۷  |
| Scottie Pippen   | ۶  | ۶  | ۴۰٫۷ | ۰٫۴۸۴ | ۰٫۲۲۲ | ۰٫۷۸۶ | ۸٫۳ | ۷٫۷ | ۱٫۵ | ۰٫۷ | ۲۰٫۸ |
| Scott Williams   | ۶  | ۰  | ۲۱٫۳ | ۰٫۵۴۲ | ۰٫۰۰۰ | ۰٫۷۷۸ | ۶٫۲ | ۱٫۰ | ۰٫۲ | ۱٫۳ | ۵٫۵  |

پورتلند تریل بلیزرز
| بازیکن            | GP | GS | MPG  | FG%   | 3FG%  | FT%   | RPG | APG | SPG | BPG | PPG  |
| ----------------- | -- | -- | ---- | ----- | ----- | ----- | --- | --- | --- | --- | ---- |
| Alaa Abdelnaby    | ۱  | ۰  | ۶٫۰  | ۰٫۰۰۰ | ۰٫۰۰۰ | ۰٫۵۰۰ | ۲٫۰ | ۰٫۰ | ۰٫۰ | ۰٫۰ | ۱٫۰  |
| Danny Ainge       | ۶  | ۰  | ۲۳٫۰ | ۰٫۴۳۴ | ۰٫۲۳۵ | ۰٫۷۱۴ | ۲٫۰ | ۲٫۵ | ۰٫۸ | ۰٫۲ | ۱۰٫۰ |
| Mark Bryant       | ۱  | ۰  | ۲۱٫۰ | ۰٫۶۲۵ | ۰٫۰۰۰ | ۰٫۰۰۰ | ۵٫۰ | ۰٫۰ | ۰٫۰ | ۰٫۰ | ۱۰٫۰ |
| Wayne Cooper      | ۱  | ۰  | ۸٫۰  | ۰٫۰۰۰ | ۰٫۰۰۰ | ۰٫۰۰۰ | ۲٫۰ | ۰٫۰ | ۰٫۰ | ۲٫۰ | ۰٫۰  |
| Clyde Drexler     | ۶  | ۶  | ۳۹٫۷ | ۰٫۴۰۷ | ۰٫۱۵۰ | ۰٫۸۹۳ | ۷٫۸ | ۵٫۳ | ۱٫۳ | ۱٫۰ | ۲۴٫۸ |
| Kevin Duckworth   | ۶  | ۶  | ۲۷٫۳ | ۰٫۴۳۱ | ۰٫۰۰۰ | ۰٫۷۰۶ | ۶٫۸ | ۱٫۵ | ۰٫۵ | ۰٫۷ | ۹٫۳  |
| Jerome Kersey     | ۶  | ۶  | ۳۸٫۰ | ۰٫۴۸۱ | ۰٫۰۰۰ | ۰٫۷۳۳ | ۸٫۷ | ۳٫۳ | ۱٫۸ | ۰٫۲ | ۱۴٫۸ |
| Robert Pack       | ۲  | ۰  | ۸٫۰  | ۰٫۱۶۷ | ۰٫۰۰۰ | ۰٫۷۵۰ | ۰٫۵ | ۰٫۵ | ۰٫۵ | ۰٫۰ | ۲٫۵  |
| Terry Porter      | ۶  | ۶  | ۴۳٫۸ | ۰٫۴۷۱ | ۰٫۲۳۱ | ۰٫۸۲۴ | ۴٫۳ | ۴٫۷ | ۱٫۰ | ۰٫۳ | ۱۶٫۲ |
| Clifford Robinson | ۶  | ۰  | ۲۴٫۳ | ۰٫۴۴۲ | ۰٫۰۰۰ | ۰٫۵۹۳ | ۳٫۰ | ۲٫۲ | ۰٫۸ | ۰٫۷ | ۱۰٫۳ |
| Ennis Whatley     | ۵  | ۰  | ۵٫۲  | ۰٫۲۸۶ | ۰٫۰۰۰ | ۰٫۰۰۰ | ۰٫۲ | ۰٫۲ | ۰٫۶ | ۰٫۰ | ۰٫۸  |
| Buck Williams     | ۶  | ۶  | ۳۵٫۲ | ۰٫۵۰۰ | ۰٫۰۰۰ | ۰٫۹۳۸ | ۷٫۳ | ۱٫۰ | ۰٫۸ | ۰٫۵ | ۷٫۸  |